# Кванъян
Кванъя́н (кор. 광양시?, 光陽市?, Gwangyang-si, Кванъян-си) — город в провинции Чолла-Намдо, Южная Корея на берегу одноимённого залива. Площадь города составляет 458,89 км².

## Население
Кванъян является городом с быстро растущим населением. Численность его населения возросла с 78 478 человек в 1981 году до 145 512 человек в 2010 году. В 2010 году доля возрастной группы 30-40 лет составляла 35 %.

## Промышленность
Город является крупным промышленным центром. Вокруг города располагаются несколько промышленных парков, в том числе здесь расположены нефтехимический и сталелитейный заводы. C 1987 в порту Кванъяна осуществлялось строительство контейнерных пирсов. В декабре 2004 году контейнерная пристань Кванъяна была объявлена зоной свободной торговли. В 2008 году в городе был построен первый в Южной Корее ферроникелевый завод, который выпускает около 30 000 тонн продукции.

## Культура и туризм
В окрестностях города весной во время цветения абрикосовых деревьев проводится международный фестиваль цветов. Он привлекает множество туристов. В связи с эпидемией COVID-19 проведение фестиваля в 2020 и 2021 годах было отменено.